# Ghiblies
《Ghiblies》（ギブリーズ）為日本吉卜力工作室製作的電視動畫短片，於2000年在日本電視台播放。

## 劇情簡介
劇情以角色「野中君」為中心，來描述著Ghibli工作室（與吉卜力同名的虛構工作室）裡各個人物的生活百態。
在故事結束前有出現一段眾人討論著Ghibli工作室會在明年2001年發表重要作品的橋段。（暗指在2001年上映的《神隱少女》）

## 登場角色
野中君
作品主角。在公司的職務為著作權部門課長，是個臉上掛著巨大眼鏡的老好人。
角色造型範本來自於吉卜力製作業務人員野中晉輔。
老奧
公司的製作部門部長，臉上有著豬模樣的鼻子為其特徵，喜歡吃。外型貌似曾擔任為吉卜力動畫製作委員會成員的奧田誠治。
由佳里小姐
出版部門部長，女強人。
小螢
作畫部的年輕女性動畫師，在工作室裡備受大家歡迎。
小米
混入Ghibli工作室的間諜，本名米森。
室田先生
管理公司社長室的長官，個人座右銘為「積少成多」。
德先生
Ghibli工作室的員工之一。外型貌似曾擔任為吉卜力動畫企劃製作人的德山雅也。

## 製作人員
- 導演：百瀨義行
- 製片人：渡邊宏行

## 外部連結
- （英文） Nausicaa.Net：《Ghiblies》 （页面存档备份，存于）
- （日語） TAITO電子遊戲《塗鴉王國》製作的Ghiblies角色群 （页面存档备份，存于）